# Esperanza (Santa Fe)
Pour les articles homonymes, voir Esperanza.
Vous pouvez aider à l'améliorer ou bien discuter des problèmes sur sa page de discussion.
- La traduction doit être revue. Le contenu est difficilement compréhensible à cause d’erreurs de traduction, peut-être dues à l’utilisation d’un logiciel de traduction automatique. (Marqué depuis février 2023)
- La traduction est incomplète. (Marqué depuis février 2023)

Esperanza est une ville d'Argentine dans la province de Santa Fe ainsi que la capitale du Département de Las Colonias de ladite province.
Elle se trouve à 30 km à l'ouest de Santa Fe, la capitale provinciale
Esperanza est au cœur du quartier le plus important des produits laitiers du pays (la production de lait est basée sur la race Holando-Argentine). L'élevage de bovins est également une activité importante. En outre, elle accueille de nombreuses petites et moyennes industries dans une variété de secteurs (bois, mécanique des métaux, produits alimentaires, l'impression de livres, des éditoriaux, des textiles, du cuir, etc.)
Esperanza a été la première colonie agricole formellement organisée en Argentine, formée par 200 familles d'immigrants provenant de Suisse, Allemagne, France, Italie, Belgique et Luxembourg qui sont arrivés pendant janvier et février 1856. La ville a été fondée officiellement le 8 septembre 1856. Les terres pour chaque famille dans la colonie avait été annulée en 1853-06-15 par une convention (la colonisation agricole du contrat) entre le gouvernement de Santa Fe et l'entrepreneur Aarón Castellanos. Le nom original de la ville a été Colonia Esperanza, qui est « Colonie Espoir ».
En 1944, le gouvernement national décrété que le 8 septembre, la fête de la nativité de la Vierge Marie (patron de la Esperanza), devait être la Journée nationale de l'ouvrier agricole, et en 1979 Esperanza a été déclarée siège permanent du Festival national de l'agriculture et la Journée nationale des travailleurs agricoles.

## Toponymie
Il existe différentes versions concernant l'origine du nom de la ville. La plupart des historiens l'attribuent aux premiers colons catholiques, qui ont choisi l'une des trois vertus théologales pour nommer la colonie, l'espérance.

## Historique

### Fondation
Colonia Esperanza est née d'un contrat de colonisation signé le 15 juin 1853 entre le colonisateur de Salta Aarón Castellanos et le ministre du gouvernement Manuel Leiva, au nom de gouverneur de Santa Fe Domingo Crespo. Avec ce contrat, l'établissement de centaines de familles d'origine européenne sur le territoire de Santa Fe a été autorisé et le système de subdivision de la propriété a été établi. Dans ce système, chaque famille qui s'installait dans la zone recevait une concession d'une trentaine d'hectares, ainsi que des animaux et des semences ; pour devenir propriétaires desdites terres, chacun devait donner un tiers de ses récoltes au gouvernement pendant cinq ans. Les terres initialement destinées à l'agriculture comprenaient plus de deux cents concessions de vingt blocs, ayant des routes internes qui les séparaient les unes des autres.
Ses premiers colons s'installent entre fin janvier et début juin 1856. Au total, il y a environ deux cents familles immigrées d'origines différentes :
- 102 familles Suisse des cantons du Valais, Berne, Zurich, Argovie et Vaud.
- 54 familles allemandes de région de l'Allemagne du Sud.
- 28 familles Françaises de la Région Savoie.
- 6 familles de Belgique et Luxembourg.
- Plus tard en 1858, des familles italiennes arrivèrent de la région du région du Piémont[2].

Le 26 mai 1861, avec la création du Conseil municipal, Esperanza devient la première colonie agricole organisée du pays.

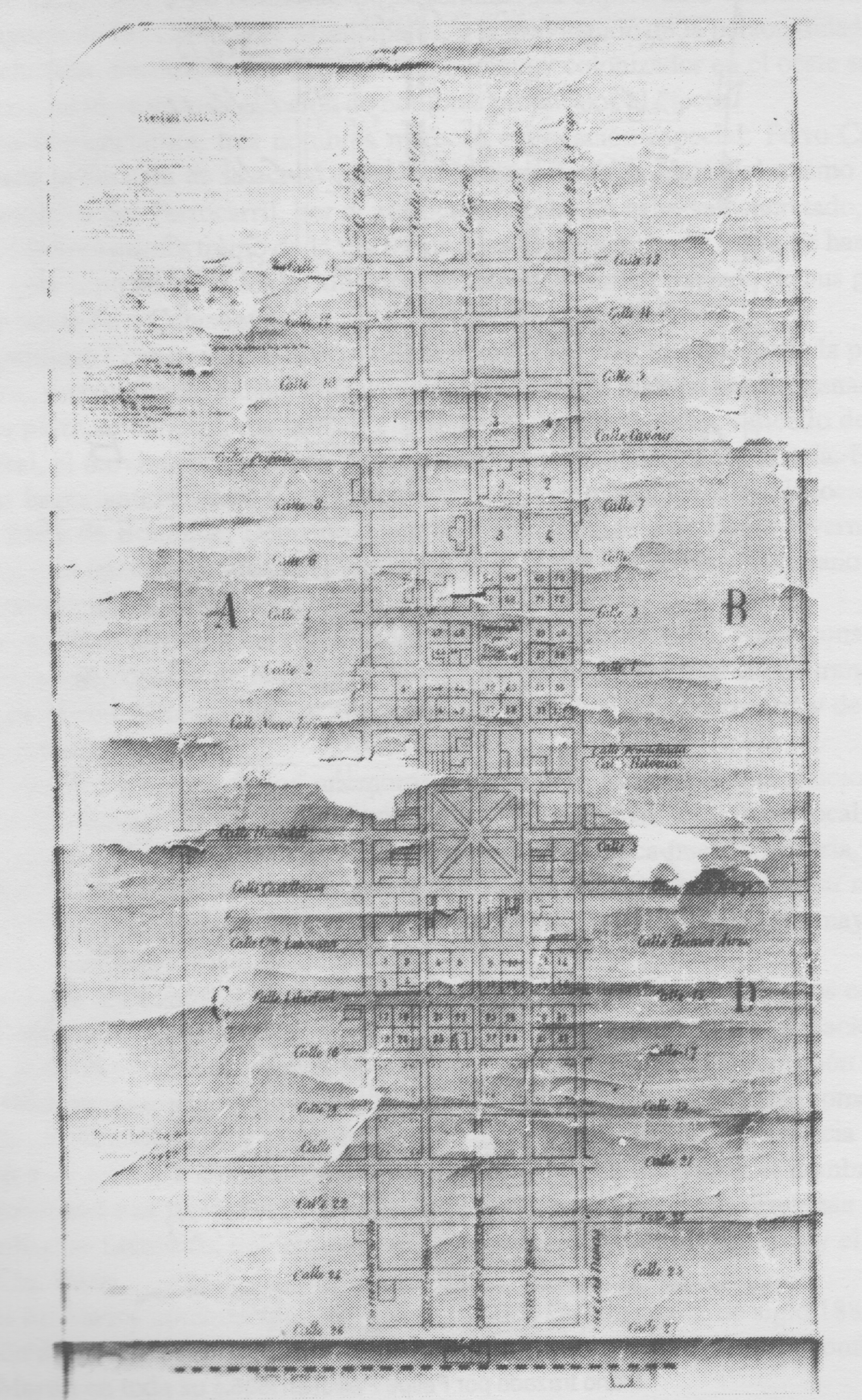
Photographie de la carte originale d'Esperanza dressée en 1885 par Felipe Paillet.

Lors de l'aménagement initial, les concessions de terres étaient divisées en deux sections : la section ouest, composée principalement de familles de germanophone et religion protestante évangélique, et la section orientale, composée composée majoritairement de familles de francophone et religion catholique.
En 1867, le premier antécédent de mariage civil en Argentine a eu lieu sur la place centrale de la ville. Le forgeron catholique d'origine autrichienne Alois Tabernig et l'évangélique d'origine allemande Magdalena Moritz voulaient se marier, mais comme l'État civil n'existait pas encore et que la seule institution qui se mariait était l'Église, l'un d'eux a dû renoncer à son culte. Aucune des parties contractantes n'a voulu se conformer à cette disposition et pour résoudre cette situation, Tabernig a eu recours à une tradition qui s'est poursuivie en Allemagne et dans les Cantons suisses : avec l'autorisation du Municipalité, a planté un cèdre bleu et accroché une pancarte avec la légende "Arbre de la Liberté" ; Au-dessous de lui, il se place avec sa compagne et proclame à tous les voisins réunis en assemblée qu'ils expriment librement leur désir de se marier, considérant leur union comme "légalisée".

« Sur sa place centrale, a eu lieu le premier mariage civil en Argentine, entre deux immigrés de deux confessions différentes, qui, face au refus de se marier, renonçant à leur culte, ont décidé de le faire devant une assemblée de quartier pour exprimer clairement leur volonté de se marier, dans une réflexion sur la façon dont cela se faisait dans la démocratie suisse des cantons. Cet acte est un antécédent de la création du Registre civil, installé dans la province de Santa Fe en 1899. »

La première messe catholique a été célébrée à l'extérieur en 1857 et en 1864, l'église catholique originale avec deux tours a été consacrée. Ce temple s'est effondré en 1921 pour construire l'actuelle Basilique de la Nativité de la Sainte Vierge. Pour sa part, la première pierre de l'église évangélique du Río de la Plata a été posée en 1887, tandis que celle correspondant à l'église orthodoxe "San Jorge" a été posée beaucoup plus tard en 1940.

### Développement économique, éducatif et culturel
En 1885 le chemin de fer est arrivé, permettant la croissance agricole, laitière et industrielle. Vers 1890, il y avait huit moulins à farine, diverses usines de meubles et d'importantes usines de transport telles que Rudolf et Tschaggeny, fondées par des colons suisses des cantons de Argovie et Berne respectivement.
La ville a été établie comme un important centre éducatif dans la province, visitée par Domingo Faustino Sarmiento en 1870. À cette époque, la musique était l'une des activités préférées des Suisses et des Allemands, donnant naissance à la Société de chant "Männer Gesangverein » (fondée en 1870) et l'Association suisse « Guillaume Tell » (fondée en 1866). Actuellement, les deux associations continuent de mener diverses activités culturelles ainsi que des tanneries et des centres de loisirs.
Le journal La Unión avait un supplément hebdomadaire écrit en allemand et un autre en italien. Ce journal était dirigé par le journaliste d'origine allemande Pedro Stein et fut publié de 1891 à 1912, année où son fondateur fut assassiné pour des raisons politiques. En 1910, le médecin et homme politique Rodolfo Lehmann, qui vivait à l'époque dans un manoir connu sous le nom de « Palacio Lehmann », fonda le journal El Colono del Oeste pour diffuser ses idées.
En 1891, les prêtres de la Congrégation de la Parole Divine ont fondé le Collège pour hommes « San José », tandis qu'en 1895 la congrégation des filles de María del Huerto a fondé le Collège « Nuestra Señora del Huerto » pour femmes. Ces deux institutions religieuses ont été suivies par diverses écoles, telles que l'École normale "Domingo Faustino Sarmiento" fondée en 1896 et l'École nationale des arts et métiers fondée en 1925, actuellement connue sous le nom d'École d'enseignement technique professionnel no 455.

### Dates importantes
- 15 juin de 1853 : Signature du contrat de colonisation entre le gouvernement de Santa Fe et le colonisateur Aarón Castellanos.
- 8 septembre de 1856 : Deux cents familles paysannes d'Europe procèdent à la fondation de Colonia Esperanza.
- 26 mai de 1861 : Le Conseil municipal se lève, le premier dans la province de Santa Fe.
- 5 décembre de 1863 : Le Conseil Municipal déclare le Virgin Niña comme saint patron du quartier, célébrant depuis lors la Fiesta Employeur tous les 8 septembre.
- 1870 : Le président de la Nation, Domingo Faustino Sarmiento, visite la ville.
- 1879 : Le président de la Nation, Nicolás Avellaneda, visite la ville.
- 26 octobre de 1883 : Création du Département de Las Colonias.
- 1er janvier de 1884 : Esperanza est déclarée ville et est désignée chef du Département Las Colonias.
- 1887 : Le président de la Nation, Miguel Juárez Celman, visite la ville.
- 1892 : Le président de la Nation, Carlos Pellegrini, visite la ville. Le 24 mai de cette même année se célèbre le premier congrès agricole de pays.
- 25 mai de 1910 : Inauguration du Monument à l'Agriculture, situé au centre de la Plaza San Martín, où reposent les restes d'Aarón Castellanos.
- 1944 : Le gouvernement national institue le 8 septembre comme la « Journée de l'agriculture et du producteur agricole ».
- 1947 : La Fête Nationale de l'Agriculture est célébrée pour la première fois.
- 1948 : Le président de la Nation, Juan Domingo Perón, et les première dame, Eva Duarte de Perón, visitez la ville.
- 1956 : Dans le cadre du centenaire de la fondation d'Esperanza, la construction de l'Arc de la Colonisation commence et le Musée de la Colonisation est inauguré.
- 1965 : Le Président de la Nation, Arturo Illia, visite la ville dans le cadre du Festival National de l'Agriculture.
- 3 août de 1971 : Avec la promulgation du décret 2809/1971, la Plaza San Martín est déclarée « lieu historique national ».
- 1979 : Le Secrétariat National du Tourisme déclare Esperanza siège permanent du Festival National de l'Agriculture.
- 1982 : Avec Santa Fe et Buenos Aires, Esperanza est un sous-site des South American Games organisé à Rosario.
- 1984 : Le président de la Nation, Raúl Alfonsín, visite la ville dans le cadre du premier Festival agricole national après le retour de la démocratie.
- 1994 : Le président de la Nation, Carlos Menem, visite la ville dans le cadre de la Foire de Las Colonias.
- 2004 : Le président de la Nation, Néstor Kirchner, visite la ville.
- 2 novembre de 2015 : Avec la promulgation du décret 2268/2015, le polygone fondateur de la ville d'Esperanza est déclaré "Bien d'intérêt historique national".
- 23 août de 2017 : Avec la promulgation de la loi no 27377 par le Congrès National, la Basilique de la Nativité de la Sainte Vierge, l'Église Évangélique du Río de la Plata et l'église orthodoxe "San Jorge" sont déclarées "biens d'intérêt historique national".
- 2019 : Le président de la Nation, Mauricio Macri, visite la ville.
- 14 novembre de 2019 : Avec la promulgation du décret 769/2019, le Monument à l'Agriculture est déclaré « Bien d'intérêt historique national ».

## Démographie

Zone de la municipalité d'Esperanza dans le département de Las Colonias.

La croissance démographique et économique vécue par Esperanza et ses colonies environnantes a déterminé qu'en 1883, la division de La Capital Department a été établie pour donner naissance à Las Colonias. Cette mesure a produit l'établissement du quartier général politique l'année suivante, faisant d'Esperanza le chef du nouveau département. Avec l'expansion des compagnies de colonisation à l'ouest, de nouveaux centres de population ont été générés qui ont forcé une nouvelle division en 1890, donnant lieu à deux nouvelles circonscriptions : au nord, le département de San Cristóbal a été établi et à l'ouest le département de San Cristóbal.

### Évolution démographique
À la fin du XIXe siècle, Esperanza compte un peu plus de 2 000 habitants dans son aire urbaine. Dans les années 1930, elle connaît une énorme croissance démographique, passant de 6 585 habitants en 1930 à 18 000 habitants en 1939. Cette augmentation est restée constante dans la seconde moitié du 20e siècle, atteignant le 25 384 habitants en 1980 et 28 630 habitants en 1991.
Selon le recensement national réalisé dans l'année 2010, elle a une population de 42 082 habitants, ce qui représente une augmentation de 14,73 % par rapport aux 35 885 habitants de l'recensement précédent. On estime qu'en l'an 2020, en attendant les résultats officiels du dernier recensement national, la ville a dépassé les 45 000 habitants, devenant un noyau de plus de 50 000 habitants avec les populations voisines comme Humboldt, Cululú, Colonia Cavour, entre autres. La zone urbaine de la ville a tendance à s'étendre vers la zone où se trouve la Ville de Santa Fe, raison pour laquelle la conurbation avec la zone est prévue en à long terme métropolitaine de la capitale provinciale.

## Éducation

### Établissements d'enseignement

#### Enseignement primaire
- École no 314 "José de San Martín"
- École no 315 "Aarón Castellanos"
- École no 316 "Guillermo Lehmann"
- École no 319 "Mercedes Zabala de Iriondo"
- Ecole no 1075 "Centenaire de la Colonisation"
- École no 1352 "Docteur René Favaloro"
- Ecole no 1368 "Maître Gregorio Donnet"
- École no 6401 "Jorge Newbery"
- École no 6403 "Capitaine de frégate ingénieur Carlos Manuel Gadda"
- Ecole du soir no 53 « 2 de Abril »
- Ecole Normale Supérieure no 30 "Domingo Faustino Sarmiento"
- École privée incorporée no 1013 "San José"
- École privée incorporée no 1019 "Nuestra Señora del Huerto"
- Ecole Rurale no 230 "José Pedroni"
- École rurale no 300 "José María Aguirre"
- École rurale no 317 "Bernardo Iturraspe"
- École rurale no 320 "José Álvarez de Arenales"
- École rurale no 622 "Armée des Andes"
- École rurale no 689 "Aarón Castellanos"
- École rurale no 6073 "Rafael Bielsa"

#### Enseignement secondaire
- Ecole Supérieure d'Agriculture, d'Elevage et d'Exploitation - Université Nationale du Littoral
- Collège no 371 "Soldats de la patrie : Colombo Muller"
- École secondaire privée no 8006 "San José"
- École secondaire pour adultes (E. E. M. P. A.) no 1032 « 8 de Septiembre »
- École Privée Incorporée d'Enseignement Secondaire Orienté (E. E. S. O. P. I.) no 2027 "José Manuel Estrada"
- École Secondaire Incorporée Privée Orientée (E. E. S. O. P. I.) No. 8076 « Nuestra Señora del Huerto »
- École d'enseignement technique professionnel (E. E. T. P.) no 455 "Général Don José de San Martín"
- École d'enseignement technique professionnel (E.E.T.P.) no 644 "Gregoria Matorras"
- École Secondaire Orientée (E. E. S. O.) No. 715 « La Orilla »
- Ecole Normale Supérieure no 30 "Domingo Faustino Sarmiento"
- École rurale no 317 "Bernardo Iturraspe" - Noyau rural secondaire no 2371

#### Enseignement collégial/universitaire
- Ecole Normale Supérieure no 30 "Domingo Faustino Sarmiento"
- Faculté des Sciences Agronomiques et des Sciences Vétérinaires d'Esperanza (F.A.V.E.)
- Institut d'éducation incorporée no 9195 "Croix-Rouge argentine" - Annexe Esperanza
- Institut supérieur des enseignants no 8 "Almirante Guillermo Brown" - Annexe Esperanza
- Institut Technologique "El Molino"
- Université du 21e siècle

#### Éducation spéciale
- Ecole Spéciale no 2030 "Sillons d'Espérance"
- École spéciale no 2094 pour la formation polyvalente
- École d'éducation spéciale no 2109 "Luis Hessel"
- Ecole Privée Incorporée d'Education Spécialisée no 1328 (S.A.P.E. - A.A.N.E.)

#### Instituts de langues
- Centre de Langues de l'Université Nationale du Littoral à Esperanza
- Institut de la langue anglaise (I. D. I. I.)
- Institut "Oxford"
- Institut privé d'apprentissage de l'anglais (I. P. P. A. I.)
- Institut Video.Com English Center
- Lycée Municipal "José Pedroni"

## Sport

### Foot
Comme dans la plupart des pays, le soccer est le sport le plus populaire et le plus populaire.
Les principales équipes de football de la ville, affiliées à la Esperancina Soccer League, sont :
- Association sportive des jeunes, fondée en 1918.
- Club Atlético Bartolomé Mitre, fondé en 1910.
- Defensores del Oeste Athletic Club, fondé en 1953.
- Club Atlético Unión, fondé en 1917.
- San Lorenzo Foot-Ball Club, fondé en 1919.
- Sportivo del Norte Foot-Ball Club, fondé en 1947.

Il convient de noter que la plupart de ces clubs ont d'autres disciplines, telles que le volleyball, la gymnastique artistique, le skating, le football féminin, le soccer en salle et le pétanque.

### Basket, volley et autres disciplines
- Club Atlético Almagro, fondé en 1932. Sa discipline principale est le basketball, étant le fondateur du Ligue nationale de basket-ball. Sa plus grande réussite a été d'obtenir le Championnat argentin des clubs en 1968, à l'époque la plus haute compétition sportive du pays.
- Club Atlético Alma Juniors, fondé en 1953. Ses disciplines incluent le basketball, le volleyball, le hockey, le rugby, Bocce et tir à l'arc.
- Lawn Tennis Club Esperancino, fondé en 1916. Ses disciplines sont la natation et le tennis.
- Esperancino Cycling Club, fondé en 1936. Comme son nom l'indique, cette institution est vouée au cyclisme.
- Club Atlético Belgrano, membre de l'Association Esperancina de Bocce.
- Barrio Rivera Bocce Club, membre de l'Association Esperancina de Bocce.
- Esperancino de Bocce Club, membre de l'Association Esperancino de Bocce.
- Club Unión Bochas, membre de l'Association Esperancina de Bocce.
- Esperanza Gliding and Model Aircraft Club, fondé en 1941. Comme son nom l'indique, cette institution est vouée à l'aviation et à l'aéromodélisme

.

## Culture

### Parc National de l'Agriculture
Le Parc National de l'Agriculture est un centre de loisirs et de loisirs qui constitue l'un des lieux de rencontre les plus emblématiques de la ville. À l'intérieur se trouve un lac artificiel habité par des canards domestiques, qui comprend des bateaux et des fontaines. Dans son secteur nord-est se trouve le Musée des Machines Agricoles, qui concentre de nombreuses machines de l'époque de la colonisation. Une visite autoguidée peut être effectuée via QR codes pour connaître l'histoire de chaque machine. Pour les enfants, il y a une "ville des enfants" et un labyrinthe formé par lambertianas.
Dans ses limites se trouvent le club cycliste Esperancino et le vélodrome "Ciudad de Esperanza", approuvé par l'Union Cycliste Internationale. Avec ce circuit, Esperanza était l'un des sous-sites des Jeux sud-américains de 1982 organisés à Rosario.

### Vacances
- Fête Patronne de la Vierge : Chaque 8 septembre la Nativité de la Vierge Marie est commémorée, la Vierge étant la patronne de la ville. Une messe, une neuvaine et une procession sont célébrées auxquelles participent toutes les délégations de la communauté pastorale.
- Fête Nationale de l'Agriculture : Elle a lieu dans la première quinzaine de septembre. La Plaza San Martín es el escenario de los actos centrales: El desfile de las colectividades junto con la banda de música de la municipalidad y la elección de la Reina Nacional de la Agricultura entre las postulantes que representan frutos de la tierra provenientes de distintos puntos del Pays.
- Fête des Collectivités : Elle se déroule entre les mois d'avril et de mai. Il offre une proposition gastronomique variée de chacun des pays qui exposent leurs coutumes et cultures au peuple espéranto à travers leurs costumes typiques, leurs danses traditionnelles et leur musique. Les communautés qui se présentent traditionnellement sont : Suisse, Valésiens, Italiens, Allemands, Français, Espagnol, Syrien-Libanais et Créoles.
- Foire des Colonies « FECOL » : Elle se tient au mois de septembre tous les deux ans. Il est organisé par le Centre d'Industrie, de Commerce et des Habitants d'Esperanza (CICAE) depuis 1991 dans le but de renforcer l'industrie, le commerce et les services dans la ville d'Esperanza et sa région. Il offre un cadre idéal aux hommes d'affaires pour présenter leurs produits et services.
- Salon du meuble et du bois "Expodema": Il se tient en octobre tous les deux ans. Il est organisé par la Chambre des industriels du bois et des industries connexes d'Esperanza (CIMAE) dans le but de présenter les nouveaux produits des entreprises forestières au marché des consommateurs, sur la base de l'infrastructure et du support de communication que ledit événement fournit à ses exposants.
- Nuit des Musées : Organisée par la Fondation Ramseyer Dayer, elle propose un événement culturel public qui réunit des institutions espérantophones publiques et privées proposant diverses manifestations artistiques, telles que photographies, peintures, expositions, musique, histoire, architecture, danse, patrimoine, design, interprétations, visites guidées, etc.

### Musées et bibliothèques
- Musée de la Colonisation : Inauguré le 8 septembre 1956 à l'occasion du centenaire de la fondation de la ville. Il expose des objets liés à l'arrivée des immigrants en 1856. Il comprend des outils de plantation et de récolte, des outils de menuiserie et de forgeron, des livres, des photographies, des malles, des ustensiles ménagers, des armes à feu, des voitures, des machines à écrire, des caisses enregistreuses, entre autres.
- Musée des sciences naturelles, école "San José".
- Musée de la Machine Agricole, Parc de l'Agriculture.
- Musée des arts visuels "Héctor Borla".
- Musée Municipal d'Art "El Antigal" - Eva Erni Borla.
- Bibliothèque municipale "Francisco Soutomayor".

## Religions

### Liberté de culte
Comme dans tout le pays, la liberté de culte des habitants de l'espéranto est garantie par l'article 14 de la Constitution nationale, bien que l'État reconnaisse un caractère prééminent à l'Église catholique, qui a un statut juridique différencié en ce qui concerne aux autres églises et dénominations.
La législature de la province de Santa Fe, par la loi no 13427/14, a déclaré Esperanza « capitale provinciale du dialogue et de la rencontre œcuménique ». Fondée par des familles catholiques et évangéliques, la ville a une longue histoire de coexistence et de tolérance entre les différentes confessions chrétiennes. À partir de 1910, les deux groupes fondateurs ont été rejoints par des catholiques orthodoxes.

### Église catholique
Le lieu de rencontre le plus important pour les espérantos est la Basilique de la Nativité de la Sainte Vierge, située en face de l'angle sud-est de la Plaza San Martín. Sa première pierre a été posée le 27 février 1922 et il a été inauguré dix ans plus tard en 1932. Les murs de la basilique ont été érigés autour de l'église catholique d'origine, qui a servi de lieu aux célébrations catholiques entre 1856 et 1921.
Cette œuvre peut être identifiée par son architecture romane accompagnée de quelques vitraux colorés réalisés par la Casa Estruch à Buenos Aires et de peintures murales détaillées du peintre buenosaire Augusto Juan Fusilier. La structure en fer qui sert de base a été importée d'Allemagne et assemblée à Esperanza. La technique utilisée dans la réalisation de la double toiture est remarquable, puisque les voûtes sont accrochées à la charpente en fer et protégées par le toit à pignon. Il a quatre cloches; trois ont été coulés à Buenos Aires et le reste à ville de Santa Fe. L'orgue de la basilique a été fabriqué par la firme allemande Eduard Sebald de Trèves. En 2005, elle a été déclarée "Basilique mineure" de l'Archidiocèse de Santa Fe de la Vera Cruz.
Cet édifice est suivi de nombreuses paroisses et chapelles, dont on peut souligner :
- Paroisse "Coeur Immaculé de Marie"
- Paroisse "San José"
- Paroisse "Sacré-Cœur de Jésus"
- Chapelle "Notre Dame du Jardin"
- Chapelle "San Cayetano"
- Chapelle "San Pio"

### Église évangélique
L'église évangélique du Río de la Plata est située en face de l'angle nord-ouest de la Plaza San Martín, de l'autre côté de la basilique catholique. A l'origine, une école et une petite salle de culte fonctionnaient sur le site. Malgré les ravages d'une épidémie de choléra apparue fin 1886, la première pierre du temple évangélique est posée le 25 mai 1887.
Il est composé d'une tour de trois étages à l'architecture néo-gothique accompagnée de fenêtres pointues en verre transparent, permettant l'entrée de la lumière naturelle. Son espace intérieur est divisé par une allée flanquée de deux rangées de bancs ; le presbytère et l'autel exempts d'ornementation se distinguent par leur sobriété, faisant ressortir le symbole de rédempteur représenté par une simple croix. À l'extérieur, il contient une lampe centrale marquée art carolingien et une horloge publique acquise en 1895 par une commission mixte d'évangéliques et de catholiques, devenue au fil des ans un symbole de la ville. En 1901, trois cloches d'origine allemande sont acquises pour le temple ; ceux-ci portent les légendes « Aimez votre prochain », « Cherchez à vous perfectionner » et « Honore le Très-Haut ».
Il y a aussi, autour de la ville, d'autres églises non évangéliques appartenant à d'autres branches du protestantisme.

### Église orthodoxe
L'église catholique apostolique orthodoxe d'Antioquia en Argentine "San Jorge", connue simplement sous le nom d'église orthodoxe "San Jorge", est située sur la Calle 9 de Julio, près du quartier sud de la ville et loin des principaux temples d'autres confessions. Au début du XXe siècle, les premiers immigrants de la communauté Syrien-Libanais ont commencé à arriver à Esperanza, dont l'activité principale était le commerce. Ceux-ci pratiquaient la religion chrétienne, même si certains étaient orthodoxes et d'autres catholiques.
En 1938, la commission Pro Templo reçoit l'autorisation de la municipalité de solliciter des dons « auprès de ceux qui veulent coopérer à cette œuvre de haute moralité pour l'humanité, comme l'est la religion du Christ ». Le 25 mai 1940, la première pierre de l'église est posée et le 21 septembre, l'église est bénie et le père Lázaro Neme célèbre la première messe. Bien qu'elle n'ait pas un grand nombre de membres, la communauté orthodoxe a célébré les événements les plus importants et les plus significatifs dans ce temple, contribuant à la croissance de l'importance œcuménique de la ville. 

## Média

### Télévision
- LinkTV
- Play Televisión

### Radio
- FM 88.9 - Nepol
- FM 90.1 - ADN Radio
- FM 90.5 - LRM721 Libertad
- FM 91.3 - LRS946 Radio María
- FM 92.7 - Me Gusta FM
- FM 94.3 - Génesis
- FM 95.5 - Boing!
- FM 96.9 - LRM722 Dinámica
- FM 97.7 - LRP996 Iguana
- FM 99.9 - Boreal
- FM 101.1 - LRM944 Emisora La Ciudad
- FM 101.5 - Teos Radio
- FM 103.9 - Ronda Vida Esperanza
- FM 105.7 - LRS335 Blue
- FM 106.5 - LRP998 CSC
- FM 106.9 - LRM956 Aarón Castellanos

## Symboles

### Drapeau
Le drapeau municipal d'Esperanza a été adopté le 8 septembre 2020 après un concours public dans lequel la proposition d'Hernán Colombo, qui a participé à la représentation de l'Association du quartier ouest.

#### Couleurs et symbolisme
Critères morphologiques et chromatiques/Références et allusions :
1. Secteur supérieur : rectangle bleu clair ; représente le ciel.
2. Secteur inférieur : rectangle vert ; représente la terre, la pampa.
3. Forme de groupe : centrés horizontalement et verticalement, cinq (5) éléments sont individualisés :
  1. Un (1) cercle principal central, avec un fond jaune ; représente le Soleil.
  2. Une (1) forme organique, de synthèse iconique et de symétrie verticale, verte ; représente un épi de blé, relatif à la notion de travail et de produits de la terre.
  3. Une (1) forme ovoïde, de couleur verte ; représente le sol où les cultures sont plantées, naissent et poussent.
  4. Une (1) arche supérieure, verte ; représente l'Arco de la Colonización Argentina, un monument patrimonial de la ville, connotant la protection.
  5. Un (1) arc inférieur, bleu clair; représente la Rivière Salado.

- Dimensions → à l'échelle, respectant le rapport d'aspect (5:8) et ne dépassant pas les mesures du drapeau national argentin.
- Les rectangles peuvent connoter diverses interprétations sous le concept de dualité : 1) Nord (culte évangélique) et Sud (culte catholique) ; 2) Ouest (Allemands) et Est (Français).
- La géométrie quadrangulaire (rectangles) → fait référence à la subdivision de la propriété et à l'organisation des terres fournies aux colons.

| Dénomination           | Bleu        | Vert        | Jaune       |
| ---------------------- | ----------- | ----------- | ----------- |
| Code graphique Pantone | 284 C       | 123 C       | 364 C       |
| Code textile Pantone   | 15-3930 TCX | 13-0746 TCX | 18-0135 TCX |

### Blason
Le blason municipal d'Esperanza a été adopté le 7 novembre 1898 par une ordonnance sanctionnée par le président du Conseil délibératif de l'époque, Froilán Soria.

« Ordonnance :
Art. 1. Créer un blason municipal, qui devrait représenter l'agriculture, comme base de progrès sous cette forme : un ovale composé de deux gerbes entrelacées de blé et de lin, supportant une ancre, placée en sens opposé.
Art. 2. À partir du premier janvier entrant, tous les sceaux et timbres devant être utilisés par la Municipalité, doivent avoir l'écusson créé par la présente ordonnance.
Art. 3. Communiquer, etc.
Espoir, 7 novembre 1898
L. Premoli, secrétaire
F. Sora, président »

— Conseil municipal de la ville d'Esperanza
L'historien Pedro Grenón interprète l'allégorie de l'ancre comme un symbole d'espoir, puisque cette vertu théologale a nourri les colons dans l'adversité et dans l'attente gagner; Celle-ci est positionnée dans le sens opposé en signe d'enfoncer les pointes acérées des deux bras dans la terre pour s'y enraciner. Les fagots de blé et de lin symbolisent les fruits de l'agriculture, une activité qui s'est imposée comme la base du progrès économique de la colonie espérantiste. En ce qui concerne les lauriers qui encadrent l'ovale, ils sont interprétés, en raison de leur utilisation répandue, comme un symbole de triomphe ou de victoire. La date « 1861 » fait référence à l'année d'installation du premier Conseil Municipal, qui a pris effet le 26 mai de cette même année. Dans la partie supérieure de l'écu, vous pouvez lire la phrase « Subdivision de la propriété », c'est-à-dire le système par lequel de grands domaines et des terres vides qui n'ajoutaient aucune activité économique au pays étaient cédés à de nombreux propriétaires de petites parcelles dans le but de générer du travail et d'améliorer la production.

### Marche
Le Chant aux premiers colons d'Esperanza est la marche officielle de la ville d'Esperanza. Il a été écrit et composé par María Hortencia Pittier de Benítez, enseignante à l'école normale "Domingo Faustino Sarmiento", et a été officiellement adopté en 1946. Elle est interprétée lors des actes de commémoration des fêtes nationales ainsi que lors des fêtes nationales et dans d'autres célébrations qui ont lieu dans la ville.

« Chanson aux premiers colons de l'espoir
- Paroles : María Hortencia Pittier de Benítez
- Musique : María Ho

Ces pionniers héroïques du sol
Ces grands-parents du temps heureux
Des terres lointaines ils ont traversé les mers
Ils ont fait des maisons dans notre pays.
Ils ont ouvert le sillon dans cette prairie
Et le printemps donna ses moissons
A force de enclume, marteau et charrue
Ils nous ont donné notre bien-être.
Chantons des chansons de victoire
Et avec les roses de nos aurores
Couronnons le front de gloire
De cet hôte viril victorieux.
Et une rumeur se fait entendre, et une rumeur se fait entendre
Qu'il est arrivé, vibrant à la plaine.
C'est le nom d'honneur, c'est le nom d'honneur
De l'illustre Aarón Castellanos. »

## Personnalités liées à la commune
- Sebastián Spreng : Artiste plasticien, peintre, journaliste et critique de musique classique.
- Matías Donnet : Ancien footballeur et directeur technique ; champion de la Copa Libertadores 2003, de la Coupe intercontinentale 2003 et de la Copa Sudamericana 2004 avec Boca Juniors.

## Jumelage
La ville d'Esperanza est jumelée avec six communes suisses, toutes appartenant au canton du Valais :
- Suisse Valais Champéry, Suisse (2012).
- Suisse Valais Hérémence, Suisse (2012)[5],[6]
- Suisse Valais Riddes, Suisse (2012)[5],[6].
- Suisse Valais Saint-Martin, Suisse (2012)[5],[6].
- Suisse Valais Trient, Suisse (2012)[5],[6].
- Suisse Valais Vex, Suisse (2012)[5],[6].